# 王様ゲーム (寿らいむの漫画)
『王様ゲーム』（おうさまゲーム）は寿らいむによる4コマ漫画作品。「まんがタイムジャンボ」（芳文社）にて連載されていた（2008年3月号まで）。

## 書籍
王様ゲーム 1
2005年6月出版（まんがタイムコミックス） ISBN 9784832264014
同時収録：エニックス増刊読みきり「ふぁんたすてぃっく・わーど」
初回特典には記念切手シートが付いている。